# Urumieh
Urumieh este un oraș din Iran.